# Eduardo de la Peña
Eduardo María de la Peña (Minas, 7 giugno 1955) è un ex calciatore uruguaiano, di ruolo centrocampista.

## Palmarès
- Campionato uruguaiano: 1

Nacional: 1980